# امیلیو استفان
امیلیو استفان گومز (متولد ۴ مارس ۱۹۵۳) نوازنده و تهیه‌کننده کوبایی-آمریکایی است. استیفان برنده ۱۹ جایزه گرمی شده‌است. او ابتدا به‌عنوان عضوی از دستگاه صدای میامی مورد توجه قرار گرفت. او شوهر خواننده گلوریا استیفان و پدر ناییب استیفان و امیلی استفان و عموی مدل اسپانیایی لیلی استفان است.